# Jean-Guy Talbot
Jean-Guy Talbot (* 11. Juli 1932 in Cap-de-la-Madeleine, Québec; † 22. Februar 2024 in Trois-Rivières, Québec) war ein kanadischer Eishockeyspieler und -trainer. Der Verteidiger bestritt zwischen 1955 und 1971 über 1200 Partien für die Canadiens de Montréal, Detroit Red Wings, St. Louis Blues, Minnesota North Stars und Buffalo Sabres in der National Hockey League (NHL). Den Großteil davon verbrachte er bei den Canadiens, mit denen er sieben Mal den Stanley Cup gewann. Anschließend war er jeweils kurzzeitig für die Blues und die New York Rangers als Cheftrainer tätig.

## Karriere

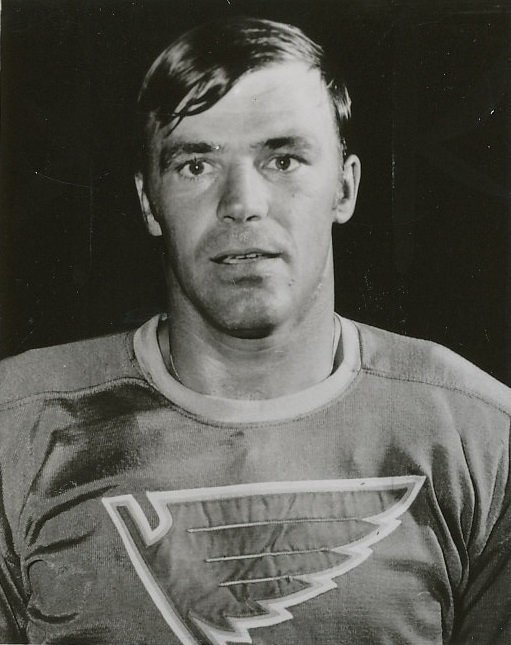
Talbot im Trikot der St. Louis Blues (1970)

Jean-Guy Talbot, der das körperbetonte Spiel bevorzugte, galt während seiner Laufbahn als exzellenter Passgeber. Talbot ging während seiner Juniorenzeit von 1949 bis 1952 für die Reds de Trois-Rivières in der Ligue de hockey junior du Québec (LHJQ) aufs Eis. Im Alter von 20 Jahren absolvierte der Defensivspieler seine ersten Einsätze im Seniorenbereich bei den As de Québec in der Ligue de hockey senior du Québec (LHSQ). Nach der Saison 1954/55 wurde Talbot, der die reguläre Saison mit 34 Punkten aus 59 Begegnungen beendet hatte, ins First All-Star Team der Liga gewählt. In derselben Spielzeit hatte er seine ersten Einsätze für die Canadiens de Montréal in der National Hockey League (NHL), denen der Linksschütze in den folgenden 13 Jahren die Treue hielt und mit den Habs die erfolgreichste Ära der Franchise-Geschichte erlebte. Bei den Habs trug er meist die Rückennummer 17 und funkgierte zeitweise auch als Assistenzkapitän. In seiner ersten vollen Spielzeit 1955/56 mit den Canadiens gewann der Defensivspieler mit dem Team seinen ersten Stanley Cup. Die Grundpfeiler der erfolgreichen Mannschaft während der 1950er und 1960er Jahre waren unter anderem Jean Béliveau, Bernie Geoffrion, Doug Harvey, Tom Johnson, Dickie Moore, Jacques Plante, Claude Provost, Henri Richard und Maurice Richard. In den Jahren 1957, 1958, 1959, 1960, 1965 und 1966 gewann Talbot sechs weitere Stanley Cups mit den Canadiens. Seine persönlich beste Spielzeit gelang ihm in der Saison 1961/62 mit 47 Scorerpunkten in der regulären Saison, wofür der ansonsten eher defensiv ausgerichtete Talbot mit der Nominierung ins NHL First All-Star Team belohnt wurde.
Im Jahr 1956 hatte der frankophone Kanadier seinen ersten Einsatz beim NHL All-Star Game. Sechs weitere folgten, bei denen Talbot in der Regel als amtierender Stanley-Cup-Sieger im Kader Montréals stand, wobei er auch ein Mal die Mannschaft der NHL All-Stars vertrat. Beim NHL Expansion Draft 1967 ließen ihn die Canadiens ungeschützt, da diese inzwischen auf jüngere Spieler wie Serge Savard setzten. Die Minnesota North Stars nutzten die Gelegenheit und wählten den Defensivakteur aus. Für diese bestritt Talbot jedoch lediglich vier Begegnungen, bevor er im Oktober 1967 in einem Tauschgeschäft gemeinsam mit Dave Richardson im Austausch für Bob McCord und Duke Harris an die Detroit Red Wings abgegeben wurde. Auch in Detroit verweilte Talbot nicht lange und noch vor Ablauf der Saison 1967/68 setzten ihn die Red Wings Mitte Januar 1968 auf die Waiver-Liste, von der ihn die St. Louis Blues auswählten. Mit den Blues erreichte er in den Jahren 1968, 1969 und 1970 die Finalspiele um den Stanley Cup, verlor jedoch die Serien jeweils. Nachdem er die Spielzeit 1970/71 ebenfalls in St. Louis begonnen hatte, schickten ihn diese im November 1970 gemeinsam mit Larry Keenan nach Buffalo. Im Gegenzug wechselte Bobby Baun zu den Blues. Bei den Buffalo Sabres half er die junge Abwehr zu stabilisieren, verpasste allerdings mit der Mannschaft die Playoffs. Nach Abschluss dieser Saison entschied Talbot seine Spielerkarriere im Alter von 39 Jahren zu beenden.
Talbot blieb dem professionellen Eishockey als Cheftrainer erhalten und wurde während der Saison 1971/72 als Cheftrainer der Denver Spurs aus der Western Hockey League (WHL) engagiert. Während der folgenden Spielzeit verpflichteten ihn die St. Louis Blues als Cheftrainer. Die unbefriedigenden sportlichen Resultate kosteten ihm ein Jahr später den Job, sodass Talbot durch Lou Angotti ersetzt wurde. 1974 wurde der Franko-Kanadier erneut als Cheftrainer der Denver Spurs verpflichtet, die inzwischen in der Central Hockey League (CHL) spielten. Zur Saison 1975/76 führte das Team den Spielbetrieb in der World Hockey Association (WHA) fort. Im Januar 1976 wurde das finanziell angeschlagene Franchise nach Ottawa umgesiedelt und setzte den Spielbetrieb unter dem Namen Ottawa Civics fort. Talbot blieb bis zu deren Auflösung, die 15 Tage nach dem Umzug folgte, als Cheftrainer im Amt. Eine weitere Station in seiner Trainerkarriere waren in der Spielzeit 1977/78 die New York Rangers.

## Erfolge und Auszeichnungen
| - 1954 LHQ-Meisterschaft mit den As de Québec - 1955 LHQ-Meisterschaft mit den Shawinigan Cataracts - 1955 LHQ First All-Star Team - 1956 Teilnahme am NHL All-Star Game - 1956 Stanley-Cup-Gewinn mit den Canadiens de Montréal - 1957 Teilnahme am NHL All-Star Game - 1957 Stanley-Cup-Gewinn mit den Canadiens de Montréal - 1958 Teilnahme am NHL All-Star Game - 1958 Stanley-Cup-Gewinn mit den Canadiens de Montréal | - 1959 Stanley-Cup-Gewinn mit den Canadiens de Montréal - 1960 Teilnahme am NHL All-Star Game - 1960 Stanley-Cup-Gewinn mit den Canadiens de Montréal - 1962 Teilnahme am NHL All-Star Game - 1962 NHL First All-Star Team - 1965 Teilnahme am NHL All-Star Game - 1965 Stanley-Cup-Gewinn mit den Canadiens de Montréal - 1966 Stanley-Cup-Gewinn mit den Canadiens de Montréal - 1967 Teilnahme am NHL All-Star Game |

## Karrierestatistik
(Legende zur Spielerstatistik: Sp oder GP = absolvierte Spiele; T oder G = erzielte Tore; V oder A = erzielte Assists; Pkt oder Pts = erzielte Scorerpunkte; SM oder PIM = erhaltene Strafminuten; +/− = Plus/Minus-Bilanz; PP = erzielte Überzahltore; SH = erzielte Unterzahltore; GW = erzielte Siegtore; 1 Play-downs/Relegation; Kursiv: Statistik nicht vollständig)

### NHL/WHA-Trainerstatistik
(Legende zur Trainerstatistik: Sp oder GC = Spiele insgesamt; W oder S = erzielte Siege; L oder N = erzielte Niederlagen; T oder U = erzielte Unentschieden; OTL oder OTN = erzielte Niederlagen nach Overtime oder Shootout; Pts oder Pkt = erzielte Punkte; Pts% oder Pkt% = Punktquote; Win% = Siegquote; Resultat = erreichte Runde in den Play-offs)